# La Patte de lapin
Pour plus de détails, voir Fiche technique et Distribution.
La Patte de lapin (Кроличья лапа, Krolichya lapa) est une comédie dramatique finno-belgo-russe réalisée par Nana Djordjadze et sortie en 2021.

## Synopsis
Deux personnes se rencontrent à Saint-Pétersbourg durant la perestroïka : une Russe, Alya, et un Français, Nicolas.
Elle est une artiste en herbe et une intellectuelle rêveuse de Saint-Pétersbourg, lui est un architecte français. Ils sont tombés amoureux, mais ils ne peuvent pas non plus être ensemble - ils appartiennent à des mondes complètement différents. Ils doivent se voir de temps en temps, se rendre visite.
Mitya, un ami d'enfance amoureux d'Alya, et le grand-père de Nicolas, Charles, un viticulteur, s'opposent à cette étrange relation.
Mais Alya et Nicolas continuent de s'aimer, même s'il est clair que cela ne mènera à rien de bon. Comme dans toute relation à distance, l'idylle entre Alya, surnommée « lapin » et Nicolas est entravée par la méfiance, les insinuations et la jalousie. À un moment donné, Nicolas décide de rompre, épouse une Française, et lorsqu'il revient vers sa bien-aimée, Alya n'est plus prête à reprendre la relation.

## Fiche technique
- Titre français : La Patte de lapin[1],[2]
- Titre original russe : Кроличья лапа, Krolichya lapa[3]
- Réalisateur : Nana Djordjadze
- Scénario : Irina Maritchouk
- Photographie : Mikhaïl Kvirikadze
- Musique : Alexandre Simonenko
- Production : Marina Nikolaïeva
- Sociétés de production : Zebra Film, Artémis Production, Greenlit Production
- Pays de production :  Russie -  Belgique -  Finlande
- Langues originales : russe, français
- Format : Couleur
- Durée : 100 minutes
- Genre : comédie dramatique
- Dates de sortie :
  - Russie : 11 février 2021

## Distribution
- Svetlana Chtchedrina : Alya Lapotchkina
- Nicolas Duvauchelle : Nicolas, dit « Nika »
- Pierre Richard : Charles, le grand-père de Nika
- Evguéni Tkatchouk : Mitya, l'ami d'enfance d'Alya
- Ievguenia Dobrovolskaïa : Nina, la voisine d'Alya
- Oleg Garkoucha (ru) : Gontcharov, le voisin d'Alya
- Aleksandr Polovtsev (ru) : Guennadi
- Valentina Neïmorovets : Lioubov Arkadievna, la voisine d'Alya
- Snejena Proudko : Verki, l'amie d'Alya
- Bérénice Bao : Juliette, la femme de Nicolas
- Michel Israël : Jean
- Marietta Tsigal-Polichtchouk (ru) : Sima

## Exploitation
Le film est présenté en première en septembre 2020 au XVIIIe Festival du film d'automne de l'Amour, où il remporte le prix de la meilleure photographie, et en octobre 2020, il est présenté hors compétition dans la section des programmes russes du 42e Festival international du film de Moscou 2020.
Le film est présenté en avant-première le 25 janvier 2021 au cinéma Octobre de Moscou (ru), et sort dans les salles russes le 11 février 2021.